# Вале ди Нивионе (Павија)
Вале ди Нивионе је насеље у Италији у округу Павија, региону Ломбардија.
Према процени из 2011. у насељу је живело 12 становника. Насеље се налази на надморској висини од 540 м.